# Адолфо Лопез Матеос
Адолфо Лопез Матеос (шп. Adolfo López Mateos; Атизапан де Сарагоса, 26. мај 1909 — Мексико, 22. септембар 1969) је био мексички политичар. Био је активан у студентском либералном покрету, a затим у Институционалној револуционарној партији, чији је генерални секретар постао 1951. Био је сенатор (1946—1952), a затим министар рада до 1957. и председник републике (1958—1964). Наставио је поделу земље беземљашима и национализовао електроиндустрију, која је била у рукама страног монопола. У спољној политици заступао је политику коегзистенције и био је присталица безатомске зоне у Латинској Америци. Упркос инсистирању САД, одбио да осуди Кубу на Интерамеричкој конференцији у Пунта де Еете (1962).